# ۹۶۳ (میلادی)
۹۶۳ (میلادی) نهصد و شصت و سومین سال تقویم میلادی است.

## زادگان
- ادوارد شهید، پادشاه انگلستان (تاریخ احتمالی)

## درگذشتگان
- رومانوس دوم، امپراتور بیزانس

‎